# Katsudō Shashin
Katsudō Shashin (活動写真, , lit. Imatges en moviment), o Fragmento de Matsumoto, es una pel·lícula animada japonesa, possiblement una de les animacions més antigues del Japó, ja que la seva data de realització oscil·la entre 1907 i 1911, tot i que va ser descoberta a Kyoto el 2005. El seu autor és desconegut.
La cinta té una durada de tres segons. En la pel·lícula s'observa a un jove que escriu els caràcters «活動 写真» (en català: imatges en moviment) en un mur, es lleva el barret i fa una salutació. Els fotogrames que la componen van ser estargits en vermell i negre usant un dispositiu per fer diapositives, un kappa-ban en vidre per a llanterna màgica. Una de les seves característiques més notables és que els extrems de la tira de la pel·lícula estan units entre si. Això permet que l'animació es reprodueixi contínuament.

## Descripció
Katsudō Shashin es compon de dibuixos animats en cinquanta fotogrames de tira de cel·luloide i dura en total tres segons, a una velocitat de setze imatges per segon. En ell apareix un jove vestit amb un vestit de mariner, que escriu en una pared uns caràcters kanji amb el missatge: «imatges en moviment». Tot seguit es gira cap a l'espectador, es lleva el barret i saluda. Katsudō Shashin és el seu títol provisional, ja que el veritable és desconegut. També se l'ha anomenat Fragment de Matsumoto (en honor del seu descobridor), encara que es tracta d'una obra completa en si mateixa.
A diferència de l'animació tradicional, en la qual les imatges són fotografiades, aquí es va utilitzar un dispositiu denominat kappa-ban amb el qual cada fotograma es va imprimir directament en una tira de 35 mm per mitjà de la tècnica d'estargit. La còpia disponible es considera de baixa qualitat, i el color de farciment de la gorra del mariner no sempre coincideix amb el contorn. Les imatges resultants tenien una tonalitat vermella i negra. Cal assenyalar que els extrems de la tira es van unir de tal forma que es permetés una reproducció en bucle.

## Anàlisi
Amb base en el text en japonès, la investigadora Sandra Annett va deduir que la pel·lícula estava destinada a un públic nacional que pot llegir kanjis, a diferència del cinema mut sense escriptura, amb objectius més internacionals, com Fantasmagorie, de Émile Cohl. Ja es troben a Katsudō Shashin els temes, personatges o enfocaments utilitzats en l'animació nipona durant la preguerra o en els períodes de guerra. Com en el film de propaganda Momotarō, déu de les ones, utilitzat durant la Segona Guerra Mundial, on s'observa la figura d'un nen amb uniforme i es tracta la importància d'aprendre i ensenyar l'idioma japonès. També duu a terme un treball de reflexivitat, ja que és una animació sobre el propi procés creatiu i els espectadors.

## Antecedents

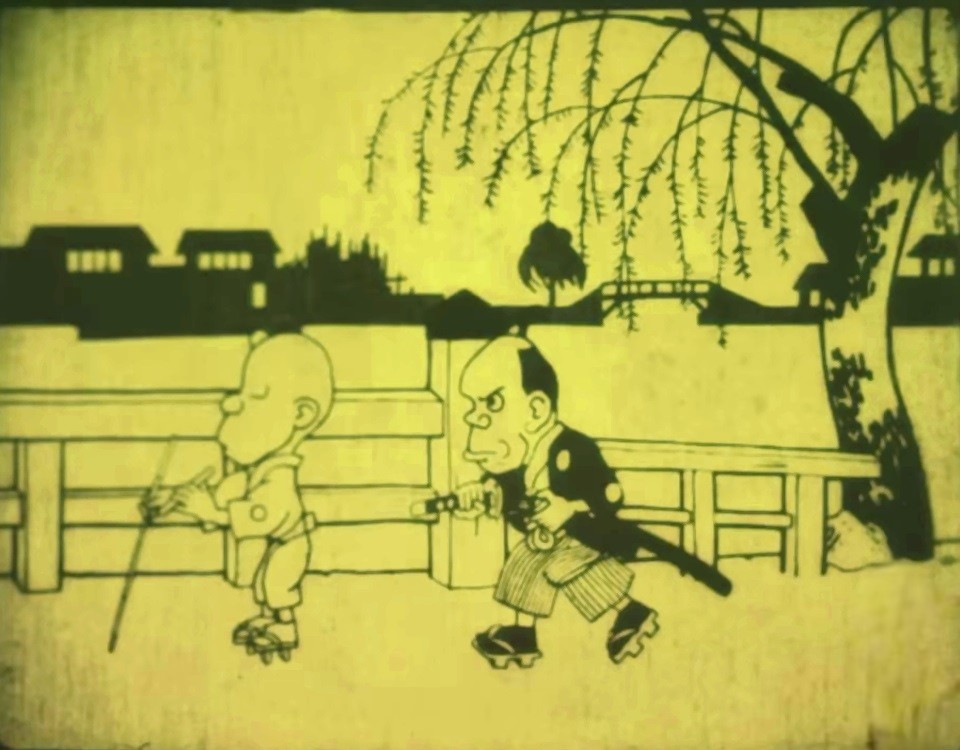
Pel·lícules d'animació japonesa, com Hanawa Hekonai meitō no maki, de Jun'ichi Kōuchi, van començar a projectar-se als cinemes en 1917.

La tecnologia per a la projecció de pel·lícules va arribar al Japó des d'Occident entre 1896 i 1897. Es té coneixement que la primera animació estrangera a ser projectada en una sala de cinema en aquest país va ser Els Exploits de Feu Follet (1911), de Émile Cohl, estrenada a Tòquio el 15 d'abril de 1912. Al seu torn, algunes animacions japoneses de Ōtingues Shimokawa, Seitarō Kitayama i Jun'ichi Kōuchi van estar entre les primeres produccions d'aquest gènere a ser exhibides en sales de cinema. Si bé estan catalogades com a cintes perdudes, s'han descobert algunes versions de «pel·lícules de joguina» que poden veure's amb ajuda de projectors casolans. La més antiga d'aquestes pel·lícules és Hanawa Hekonai meitō no maki (1917), coneguda com Namakura Gatana en la seva edició original.
Una de les primeres formes de projecció d'animacions en aquest país va ser la impressió de fotogrames en joguines òptiques, com per exemple el zoòtrop. En 1898, el fabricant de joguines alemany Gebrüder Bing va presentar un cinematògraf en un festival de joguines en Núremberg. A partir de 1904 aquesta tecnologia va arribar al Japó, de tal manera que diverses empreses locals es van anar sumant a la distribució de dispositius, per un públic general, capaços de projectar cintes animades. Ja que en aquesta època era costós produir pel·lícules amb imatges reals, era més comú trobar en els mercats cintes animades, les tires de les quals estaven unides en els seus extrems de tal forma que l'usuari podia veure contínuament l'animació.
En el cas de Katsudō Shashin, tant la tècnica com el contingut permetrien afirmar gairebé amb certesa que va ser produïda al Japó i no importada. Aquesta pel·lícula no era una producció única, sinó que va ser feta en sèrie per vendre-la-hi a persones que tinguessin els projectors adequats. Hi havia poques sales de cinema al Japó quan la cinta es va produir.

## Història
Al desembre de 2004 un comerciant de productes de segona mà de Kyoto es va posar en contacte amb Natsuki Matsumoto, expert en iconografia de la Universitat d'Art d'Osaka, per comunicar-li que tenia en el seu poder diverses pel·lícules i projectors que havien pertangut a una antiga família de la seva ciutat. Interessat en la col·lecció, al següent mes Matsumoto es va traslladar a Kyoto. El conjunt incloïa tres projectors, onze films de 35 mm i tretze plaques de vidre per a llanterna màgica.
Matsumoto va descobrir la tira de Katsudō Shashin, que no s'havia conservat en bones condicions. Tenint en compte les dates de manufactura dels projectors de Kyoto, Matsumoto i l'historiador Nobuyuki Tsugata van arribar a la conclusió que el film datava de l'era Meiji, entre els anys 1907 i 1911. L'historiador Frederick S. Litten va suggerir 1907 com una data plausible, ja que «una data de producció anterior a 1905 o posterior a 1912 és poc probable». Va considerar impossible la creació de la pel·lícula després de 1912, perquè el preu del cel·luloide va augmentar a partir de la Primera Guerra Mundial i l'elaboració de tals curtmetratges ja no hauria estat rendible. Altres fonts, com Xina Daily, van especular amb un període anterior a 1907, però no es van fonementar en cap base científica, sinó que fins i tot van contradir la recerca publicada. En aquesta època existien molt poques sales de cinema al Japó, per la qual cosa es creu que es tractava d'un article que era produït en sèrie i venut a un preu elevat, de manera que només aquells clients que comptessin amb el seu propi projector a casa podien disposar del material. Segons Matsumoto, la cinta podria provenir d'una empresa petita, donada la mala qualitat de la tira i la seva rudimentària tècnica d'impressió. Es desconeix encara el creador de l'animació.
La troballa de Katsudō Shashin va ser coberta (en català: imatges en moviment) en un mur, pels mitjans de comunicació a nivell nacional. El periòdic japonès Asahi Shimbun va ser el primer a difondre el descobriment del film després que Matsumoto els contactés. Depenent de la seva data de creació, la cinta podria ser anterior als primers treballs animats de Cohl i els nord-americans James Stuart Blackton (Humorous Phases of Funny Faces, 1906) i Winsor McCay (Little Nemo, 1911). Malgrat la naturalesa especulativa de la datació de la tira, l'any 1907 va prevaler en gran manera, tant en mitjans locals com internacionals. La premsa també va afirmar que la troballa revolucionava la història de l'animació i que era el primer anime nipó de la història. Si bé va destacar la rellevància d'aquesta pel·lícula, que data de l'era Meiji, Nobuyuki Tsugata va mostrar dubtes quant a si hauria de ser inclosa en la cronologia de l'anime japonès, ja que és controvertit que pugui considerar-se animació en el sentit contemporani de la paraula.